# برمید ایتریم (III)
برمید ایتریم(III) (به انگلیسی: Yttrium(III) bromide) با فرمول شیمیایی YBr۳ یک ترکیب شیمیایی با شناسه پاب‌کم ۸۳۵۰۵ است. که جرم مولی آن ۳۲۸٫۶۱۸ g/mol می‌باشد. شکل ظاهری این ترکیب، کریستال بی‌رنگ است.